# Gignago
Gignago è una frazione del comune di Fosdinovo, nella provincia di Massa e Carrara.

## Geografia fisica
Si trova a sud del capoluogo comunale, poco più a nord e più in alto del vicino Caprognano, a 300 metri sul livello del mare.

## Storia
L'etimologia del paese è incerta e forse proviene da un derivato in -atico di iunius (giugno), stante ad indicare l'utilizzo del territorio come alpeggio estivo. Un'altra ipotesi è quella prediale: Gignago deriverebbe in questo caso da Cicno, tramite il suffisso celtico -akos.
Per tutta l'esistenza del Marchesato di Fosdinovo (1355-1797), Gignago ne fece parte in qualità di villaggio minore.
La formazione partigiana fosdinovese "Orti", nata ad inizio 1944 e guidata dal diciannovenne Lido Galletto il cui nome di battaglia era appunto "Orti", ebbe la prima base a Gignago, presso i vecchi mulini posti sulle rive del torrente Isolone. La base fu spostata a settembre dello stesso anno, per portarla a Giucano.

## Monumenti o luoghi d'interesse
- Cappella di San Biagio, costruita nel 1635, durante il marchesato di Giacomo II Malaspina, da Battista Coloretti. La torre campanaria ha la porta di accesso sospesa ad alcuni metri da terra, alla quale si accedeva attraverso una scala retrattile.

## Società

### Religione
Gignago appartiene alla parrocchia di San Remigio di Fosdinovo, nella diocesi di Massa Carrara-Pontremoli. Da maggio 2014, fa parte dell'unità pastorale di Fosdinovo, all'interno, dal marzo 2017, del Vicariato di Carrara (prima si trovava in quello di Aulla). La festa del patrono san Biagio si festeggia il 3 febbraio.